# Rada Najwyższa Republiki Białorusi
Rada Najwyższa Republiki Białorusi – parlament Białorusi w latach 1991–1996. Powstała w wyniku przekształcenia Rady Najwyższej Białoruskiej SRR. Zlikwidowana przez prezydenta Alaksandra Łukaszenkę, który w jej miejsce utworzył Zgromadzenie Narodowe Republiki Białorusi.
Miała dwie kadencje: XII i XIII. 9 stycznia 1996 roku zakończyła się XII kadencja i rozpoczęła XIII. Rada Najwyższa XIII kadencji rozpoczęła pracę 9 stycznia 1996 roku w niepełnym składzie 197 deputowanych. Dopiero później, 3 maja, w wyniku pozytywnie rozpatrzonych odwołań zostali zaprzysiężeni dwaj kolejni deputowani: Waleryj Drako i Aleh Harbunou.

## Lista przewodniczących Rady
W latach 1991–1994 przewodniczący Rady Najwyższej Republiki Białorusi pełnili jednocześnie funkcję głowy państwa, do momentu wejścia w życie Konstytucji Białorusi z 1994 roku.
| # | Imię i Nazwisko                    | Portret | Kadencja         | Kadencja          | Partia polityczna | Partia polityczna |
| # | Imię i Nazwisko                    | Portret | Od               | Do                | Partia polityczna | Partia polityczna |
| - | ---------------------------------- | ------- | ---------------- | ----------------- | ----------------- | ----------------- |
| 1 | Stanisłau Szuszkiewicz (1934–2022) |         | 19 września 1991 | 26 stycznia 1994  |                   | bezpartyjny       |
|   | Wiaczasłau Kuzniacou (ur. 1947)    |         | 26 stycznia 1994 | 28 stycznia 1994  |                   | bezpartyjny       |
| 2 | Mieczysłau Hryb (ur. 1938)         |         | 28 stycznia 1994 | 10 stycznia 1996  |                   | bezpartyjny       |
| 3 | Siamion Szarecki (ur. 1936)        |         | 10 stycznia 1996 | 27 listopada 1996 |                   | BPA               |